# At Gleason's Gym
At Gleason's Gym es el título en inglés de un libro escrito e ilustrado por Ted Lewin. Es un libro de literatura juvenil ilustrado en color que incluye bosquejos de carboncillo o lápiz. Las ilustraciones detallan el entrenamiento en el boxeo en el gimnasio llamado Geason's Gym situado en la ciudad de Brooklyn, Estados Unidos, y el cual es famoso por haber sido lugar de entrenamiento a boxeadores de renombre mundial como Roberto Durán, Cassius Clay y Jake La Motta. El relato describe a un niño de 9 años conocido como Sugar Boy.
La primera edición fue en agosto del 2007 y es de encuadernación dura. Fue publicado por Roaring Brook Press.